# 城西鄉 (鄰水縣)
城西鄉，是中華人民共和國四川省鄰水縣曾经下辖的一个乡。

## 沿革[1]
1953年7月，第二區(城南區)公所從挹爽鄉划出4個村，增建城西鄉人民政府。1956年1月16日．城西鄉併入城南鄉，城西鄉人民政府撤銷。